# Ньюкури, Ассан
Ассан Демойя Ньюкури (фр. Assane Demoya Gnoukouri; родился 7 ноября 1996 года в Абиджане, Кот-д’Ивуар) — ивуарийский футболист, полузащитник.

## Клубная карьера
Ассан ушёл из юношеской команды «Марселя» в декабре 2013 года. Его новым клубом стал скромный итальянский «Марано». В сезоне 2013/14 он провёл десять встреч за эту команду. Летом 2014 года состоялся переход Ассана в «Интернационале». В составе молодёжной команды «нерадзурри» он в 2015 году выиграл Турнир Вияреджо. Его дебют за первую команду состоялся 11 апреля 2015 года в матче против «Вероны». Всего Ассан провёл пять встреч в своём дебютном сезоне.

## Достижения
- Победитель турнира Вияреджо: 2015